# 11307 Erikolsson
11307 Erikolsson eller 1993 FA40 är en asteroid i huvudbältet som upptäcktes den 19 mars 1993 av UESAC vid La Silla-observatoriet. Den är uppkallad efter den svenske konstnären Erik Olsson.
Asteroiden har en diameter på ungefär 5 kilometer.